# Rio Gânţaga
O Rio Gânţaga é um rio da Romênia, afluente do Strei, localizado no distrito de Hunedoara.